# OFK Odžaci
Le Omladinski Fudbalski Klub Odžaci (en serbe : Омладински Фудбалски Клуб Оџаци), plus couramment abrégé en OFK Odžaci, est un club serbe de football fondé en 1969 et basé dans la ville d'Odžaci.
Le club joue actuellement en 2e division serbe.

## Entraîneurs du club
- Milan Marjanović